# Obva
De Obva is een rivier in Rusland, die onderdeel is van het stroomgebied van de Wolga. De rivier loopt door kraj Perm.